# 編み物
編み物（あみもの、編物とも表記）とは、糸、特に毛糸や綿糸を編んで作った布や衣類（毛糸のパンツや靴下等の肌着、ニット帽や手袋,マフラー等の防寒具、ジャージー、セーター等の上衣）、装飾品（レース等）、およびそれらの製品を作る行為、工芸、手芸である。英語を借りてニット（knit）とも言い、またポルトガル語やスペイン語で靴下を意味するメリヤスという呼び方もあり、江戸時代から1950年代ころまで用いられた。
編む（あむ）とは、紐状のものを絡み合わせたり、結びあわせてひとつの形に作り上げることを意味する動詞（用言）であり、糸だけでなく、竹や蔓、籐、芭蕉葉、針金等で、籠・ござなどの工芸品や建築材を作る行為、ビーズで装身具等を編む行為、髪を編む行為（三つ編み等）も含まれる。また、漁を行うための網（あみ、漁網）も編んで作られている。ただし、一般的にはこれらの行為の結果の製品を「編み物」とは呼ばない。なお、英語ではこれらは糸を編む行為とは区別し、weave（織り）、plait または braid（いずれも組紐、わら編み、髪編み等）と言う。日本語でも、糸を素材とする場合には、「編み」と「織り」は、糸と糸の関係、構造（トポロジー）は明確に区別されている。織物が、多数の経糸（たていと）および（しばしば1本の）横糸を用いて、糸が交差する構造で「一段ずつ」布地を作ってゆくのに対し、編み物は、結び目を作る要領で「一目ずつ」形を作って行くことが特徴である。
編み物は手によって編むこと（手編み）と、機械によって編むこと（機械編み）のふたつに大別できる。

## 歴史
編みの起源は古く、旧石器時代にまでさかのぼる。世界的に見て、発見されている最初期の編み細工は、1本の連続した糸を編んで作った網である。やがて、糸・藁・紐・竹などを素材とし、手や針を用いて様々な生活道具（籠・敷物等）や衣類が作られるようになった。日本でも、縄文時代早期に漁網が編まれていたことが判っている。
伸縮性のある素材の編み方は「スプラング」や「ブレーディング」と呼ばれ、青銅器時代には知られていた。現在の編み物に近いもので、年代が確定された最古のものは、帝政ローマ時代のシリアのローマ植民都市ドゥラ・エウロポスから発見された3世紀のものとされる。古代の編み針は、現在のかぎ針に近い形状であったと考えられる。シリアおよびエジプトが起源となり、ムーア人やアラブ商人からフランスやスペインに伝えられたと推定されている。

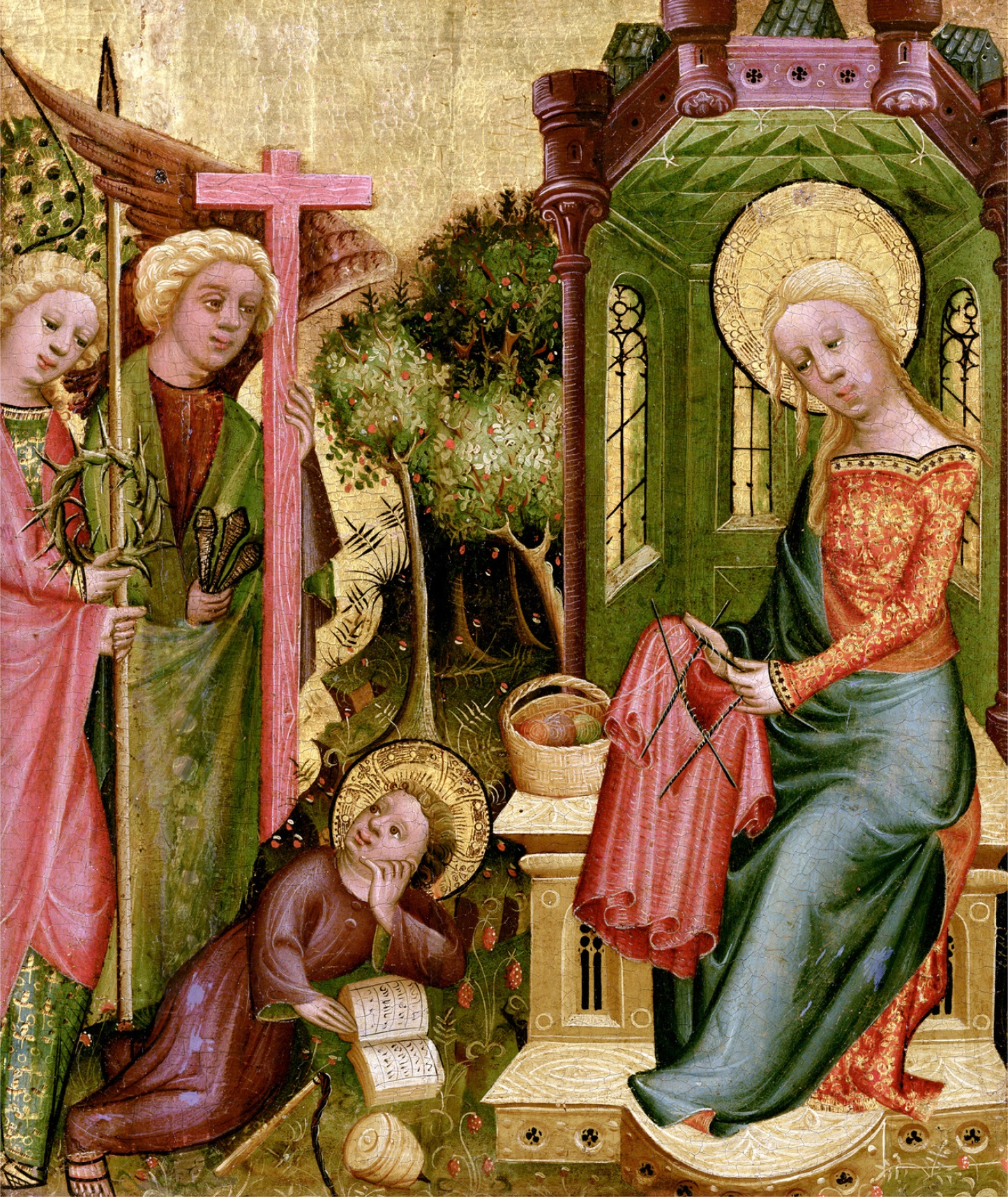
輪編みをする様子が描かれている最初期の絵画。1400-1410年頃、マイスター・ベルトラム筆。

産業としての編物はフランスで発展し、16世紀には職人によるギルドが作られた。1589年（一部の資料では1588年）にイギリス人牧師、ウイリアム・リー（William Lee、1563年 - 1610年）が、足踏式による靴下編機（緯編 よこあみ）を発明し、1775年には同じくイギリスで経編（たてあみ）機が登場する。編機の改良が進み、手編から機械編の時代へと移行していった。1849年には、イギリスのマッシュー・タウンゼント（Matthew Townsend）が従来のヒゲ針の改良に成功し、現代のメリヤス編機に多く採用されているベラ針（Beard Needle）を考案したことで、編物工業の進歩は促進された。機械編みは、現代ではTシャツやジャージー、肌着、靴下等の生地生産に広く使われ、また既製服のセーター等も作られている（カットソー）。
日本では、組紐を除き、伝統的に布地や衣類を編んで作ることはほとんどなかったが、17世紀後半にスペインやポルトガル等から編地が渡来し、ポルトガル語やスペイン語の「靴下」を意味する言葉から、メリヤスと呼ばれ、足袋等を作る技法として普及した。1954年（昭和29年）にミシンメーカー大手のブラザー工業株式会社が編機分野と家庭電器分野に進出したことで、機械織りが可能な家庭用編み機が日本全国の家庭でブームとなり、編み物が衣料用生地の主要な位置を占めるようになった。

## 技法

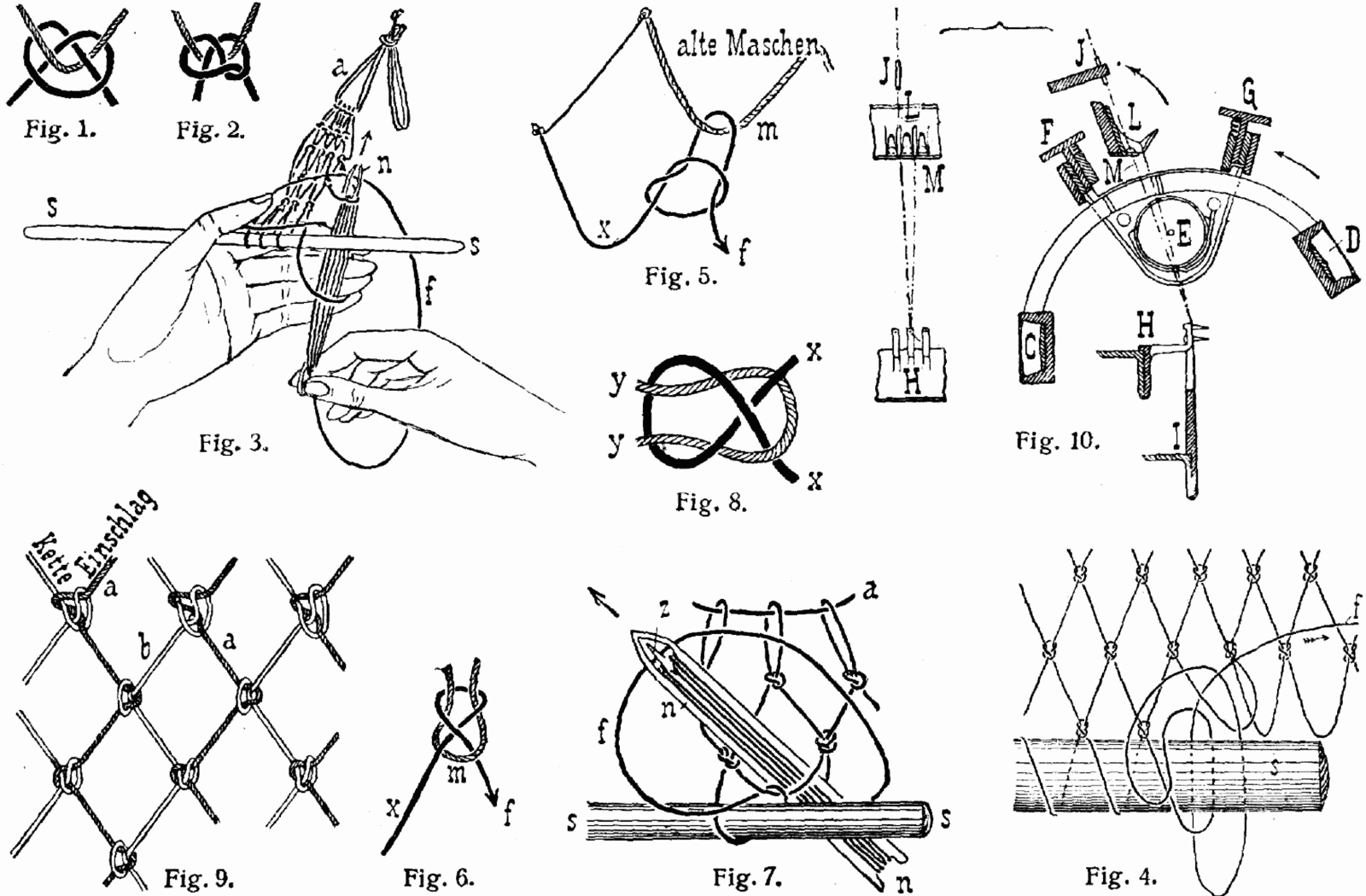
さまざまな編みの技法。Otto Lueger, Lexikon der gesamten Technik, 1904年

編み物は最初に基準となる結び目を作り、その中に糸を通して輪を作ることの繰り返しが基本的な編み方の操作である。編み物の素材は毛糸や綿糸が最も一般的である。他にはレース糸、絹糸、刺繍糸などもある。糸は染色に用いる染料が同じであっても製造時のバラツキによって色調が異なることがあるため、同時に染色した製品にロット番号が付いており、多数の同色の毛糸を必要とする場合はロット番号の同じ物を用いる。
編み物を製作するにあたって必要なものに「編み図」がある。これは作品の「設計図」とも、作品を編みすすめる為の「手順図」や「指示書」ともいえる。編み図には、一定のルールを持つ記号（白い楕円、黒い楕円、「X」あるいは「＋」、T字など）でひとつひとつの編み目の種類が表記されているほか、製作に必要な毛糸の量なども載っている。編み図は編物の書籍・雑誌などに付属しており、また手芸店で販売されていることもある。

### 手編み
| 様々な棒針。片側に「抜け」を止める「玉」がついているものや両端がとがっているものがある。 |  | かぎ針（写真右下の2本)、そしてあみものに使うさまざまな道具（ほつれ止め、はさみ 等々）。 |
| 様々な棒針。片側に「抜け」を止める「玉」がついているものや両端がとがっているものがある。 |  | かぎ針（写真右下の2本)、そしてあみものに使うさまざまな道具（ほつれ止め、はさみ 等々）。 |

手編みの場合、複数本の棒針を用いる棒針編みの技法や、鈎状のかぎ針1本で編むかぎ針編み（クロシェ）、また針は使わずにもっぱら指だけで編む指編みなどがある。編物に用いる「針」（棒状の道具）を編み針と呼び、素材は、竹、金属、プラスチックなどがある。「棒針」と「かぎ針」がある。針の太さは号数で表し、日本の規格では数字が大きいほど太い。糸の編み始めと編み終わりを処理するため、あるいは編んだものを縫い合わせるために、糸を通す穴の開いた金属製のとじ針も用いられる。形状は一見すると裁縫用の針に似ているが、先端は鋭く尖ってはいない。その他、ほつれ止め（作業を休止する場合に編み目が解けないよう保持する器具）、編んだ目の数を数えるためのカウンターなどが用いられる。

#### 棒針編み

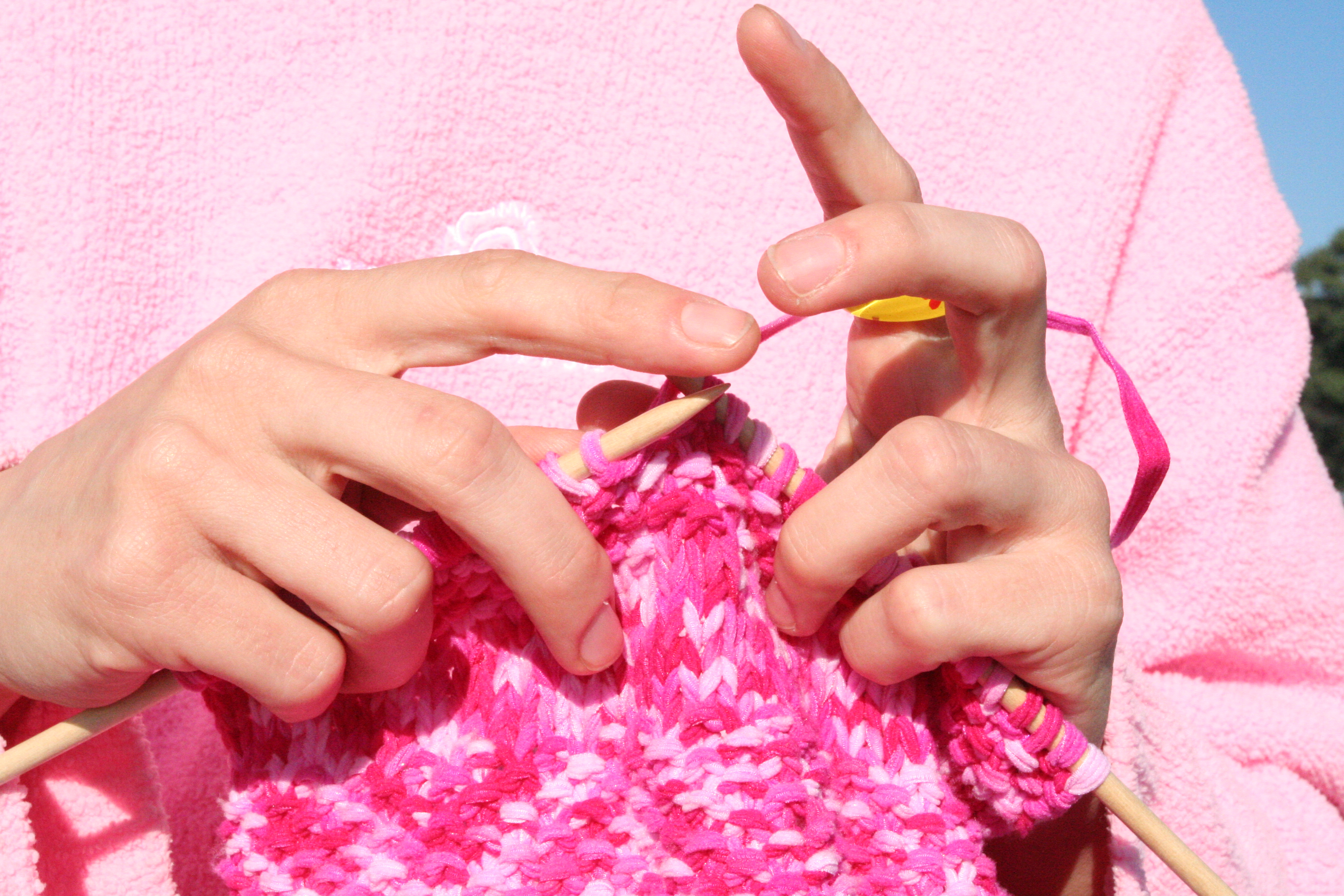
棒針編み

先端がゆるやかに尖った棒針と呼ばれる棒状の用具を用いる方法が棒針編みである。棒針は2本、4本、5本で1組で、2本の針をビニールなどの柔軟性のある素材でつないだ輪針もある。棒の一端は編んだ糸が抜け落ちることを防ぐためキャップなどが付けられることがある。
基本技法として表編みと裏編みがあり、それらを組み合わせることによって複雑な形状や各種の模様を作り出す。伸縮性がある、肌触りが良いなどの特徴があるため、マフラー、靴下、手袋、セーター等の衣類に一般的に用いられる方法である。片面から見て全ての目が同じ形状になる編み方（平編み、メリヤス編み）にするには、往復編みの場合1列おきに表編みと裏編みを繰り返す。また、表編みばかりを繰り返すことにより、1列おきに表編みと裏編みが交互に現れる編み目（ガーター編み）になる。応用として伸縮性を特に高めたゴム編みと呼ばれる編み方もある。

#### かぎ針編み

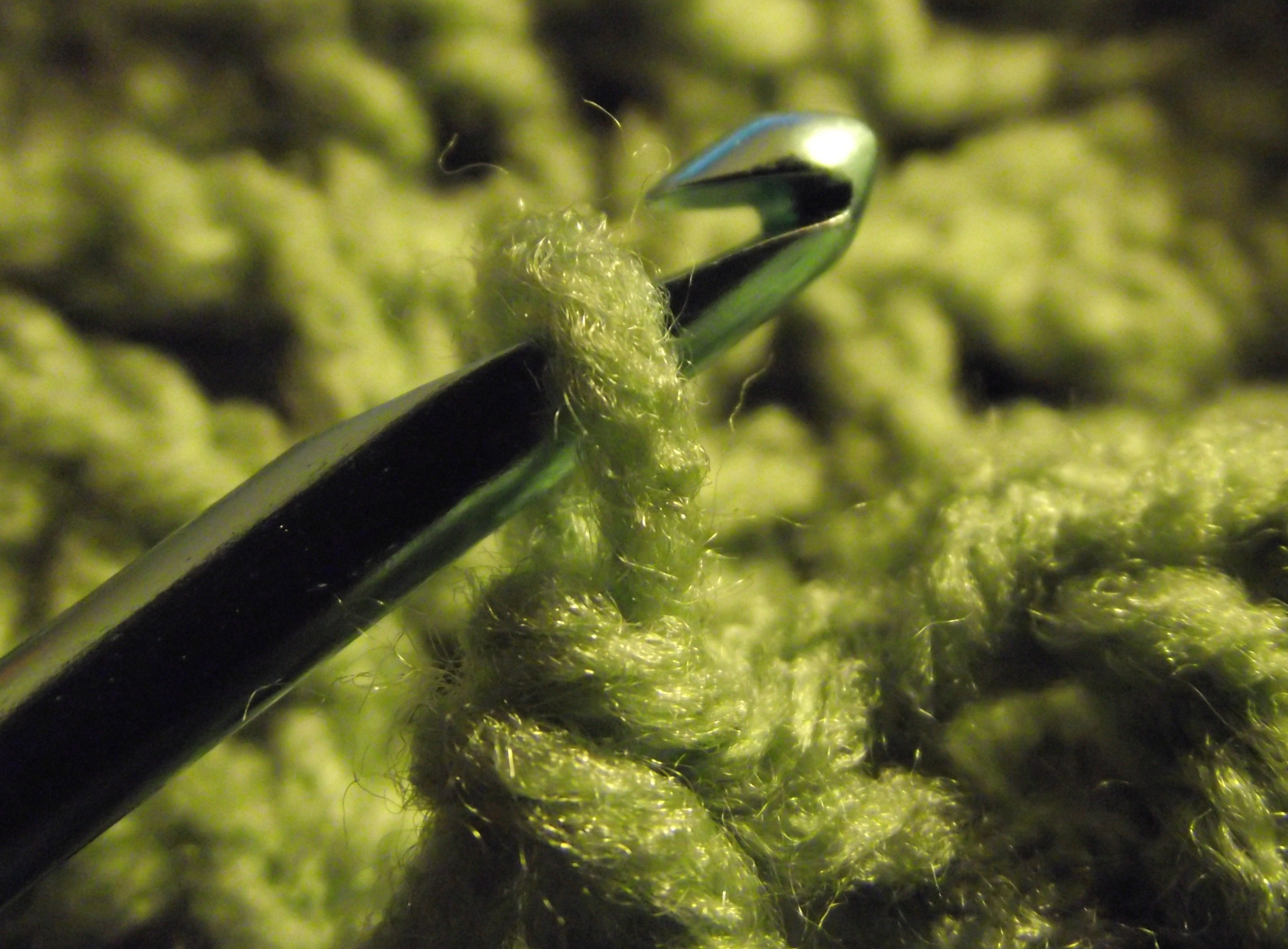
かぎ針編み

かぎ針と呼ばれる用具を用いる方法がかぎ針編みである。かぎ針は棒針より短く、先端に糸を引っ掛けるために鉤（かぎ）状になっている。鎖編みと呼ばれる編み方を基準としている。編み方にもよるが、棒針で編むよりも糸の使用量が多く重くなりがちなため、帽子やマフラーなどの小物類、あみぐるみなどに用いられる。棒針編みの補助的な役割として使われることがある。

#### アフガン編み
一方がかぎ針状、もう一方が棒針状の、アフガン針と呼ばれる長い針を用いる方法がアフガン編みである。織物のような独特の編み目となり、伸縮性が少なく目の細かい編み方が特徴である。この編み方で編んだ毛布を特にアフガンと呼ぶ。

#### レース編み
レースの製法のうち、編み物の技法を用いたもの。1本または何本かの細い糸を用いて、すかし模様にする技術の総称である。

### 機械編み

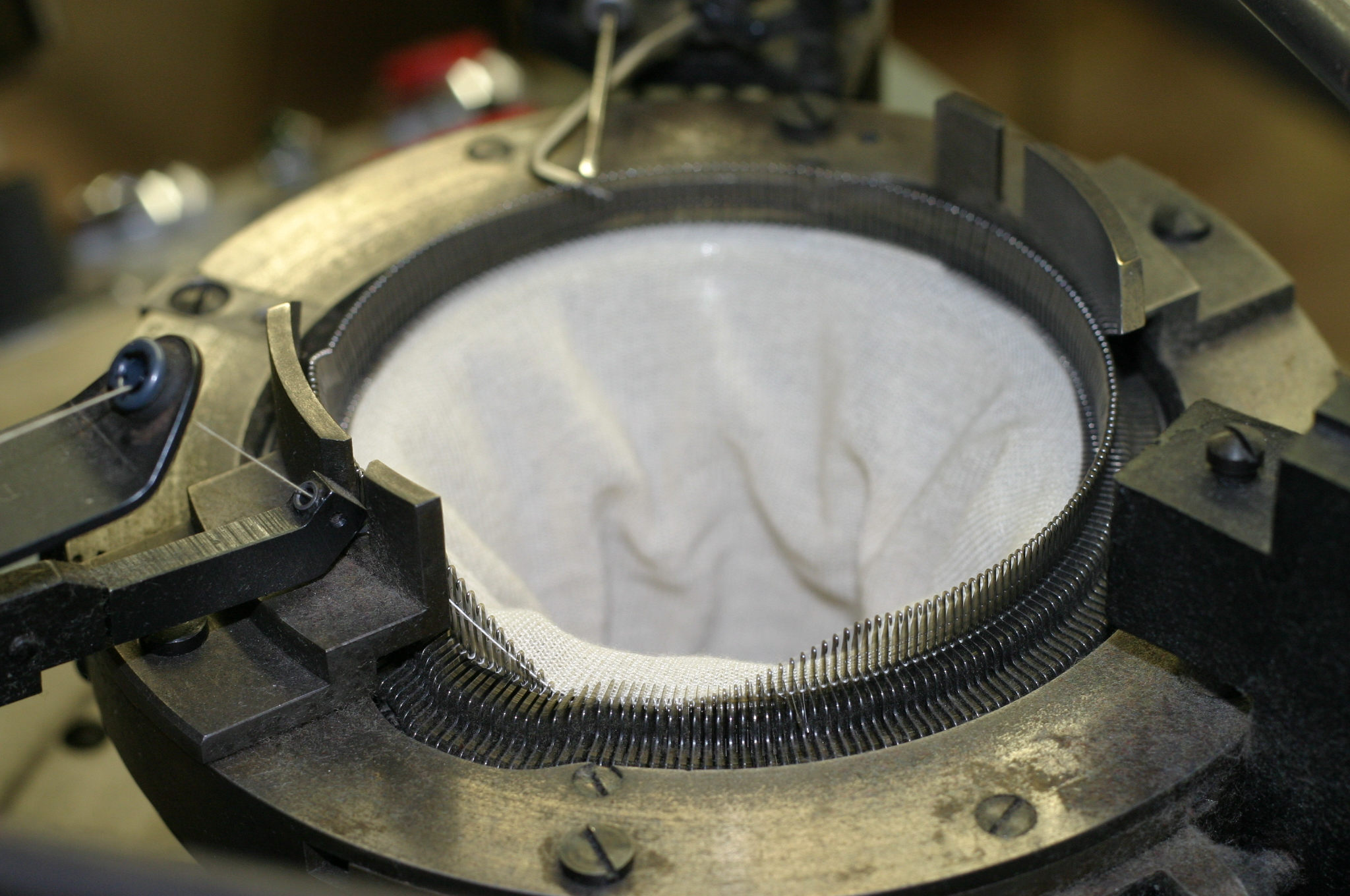
機械編み

機械編みは、簡単な動作あるいは完全自動で、連続した多数の小さな針を機械的に動かして編み、編み目は手編みと同じ構造ではあるが、網目に「ゆらぎ」「人間味」「あたたかみ」などがある手編みと異なって、一般に網目が一定で（しかもしばしば編み目が比較的小さく）、一見して機械編みのものだと判る仕上がりになる。単純な編み機を用いた手芸にリリヤン等がある。

## 編み物モチーフの作品
- 男の編み物、橋本治の手トリ足トリ - 橋本治の著書
- けいとのようせいニットとウール - 人形アニメ
- 彼らが本気で編むときは、 - 生田斗真主演の日本映画

### ギャラリー

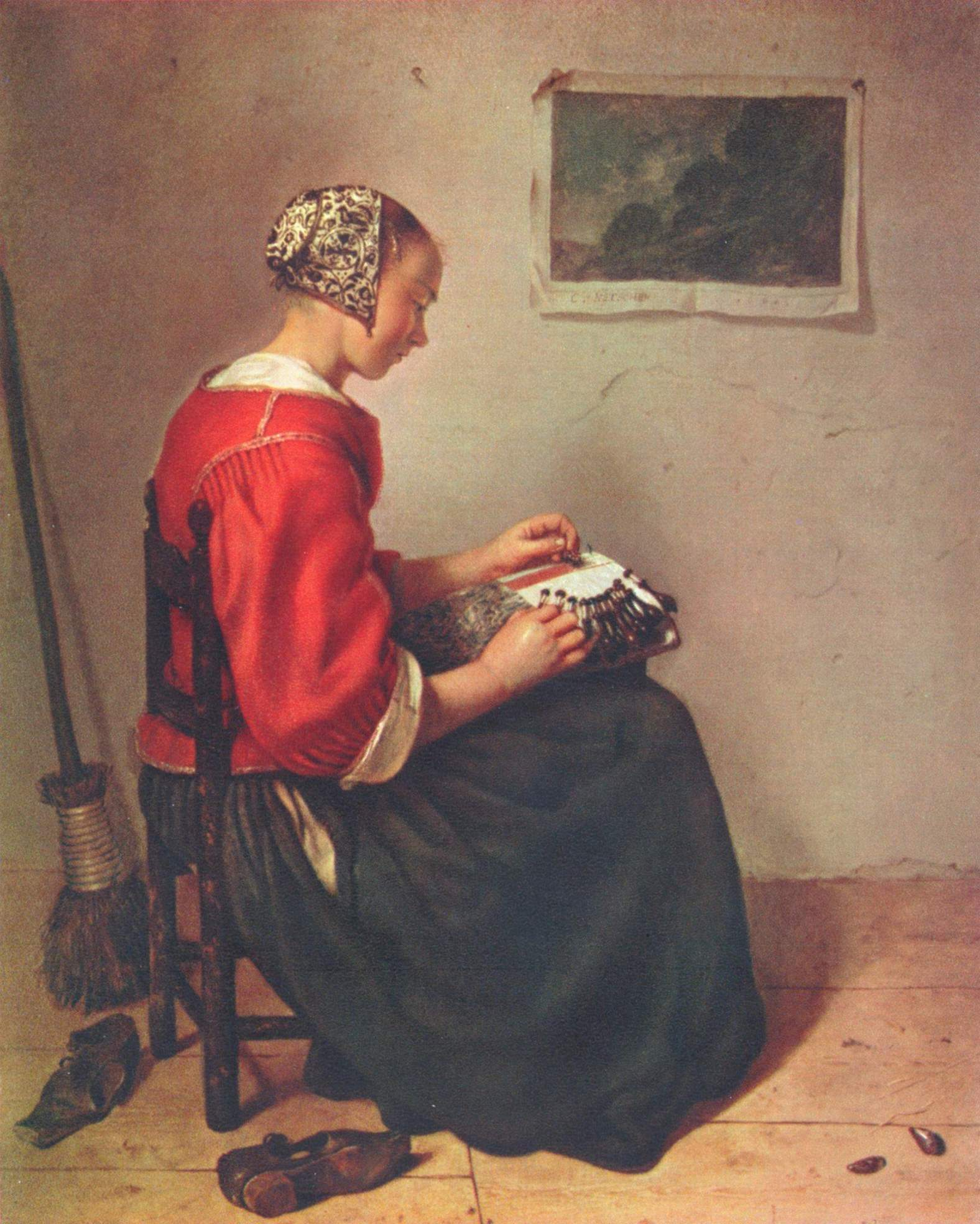
カスパル・ネッチェル 『レースを編む女』 ／1662年の作。
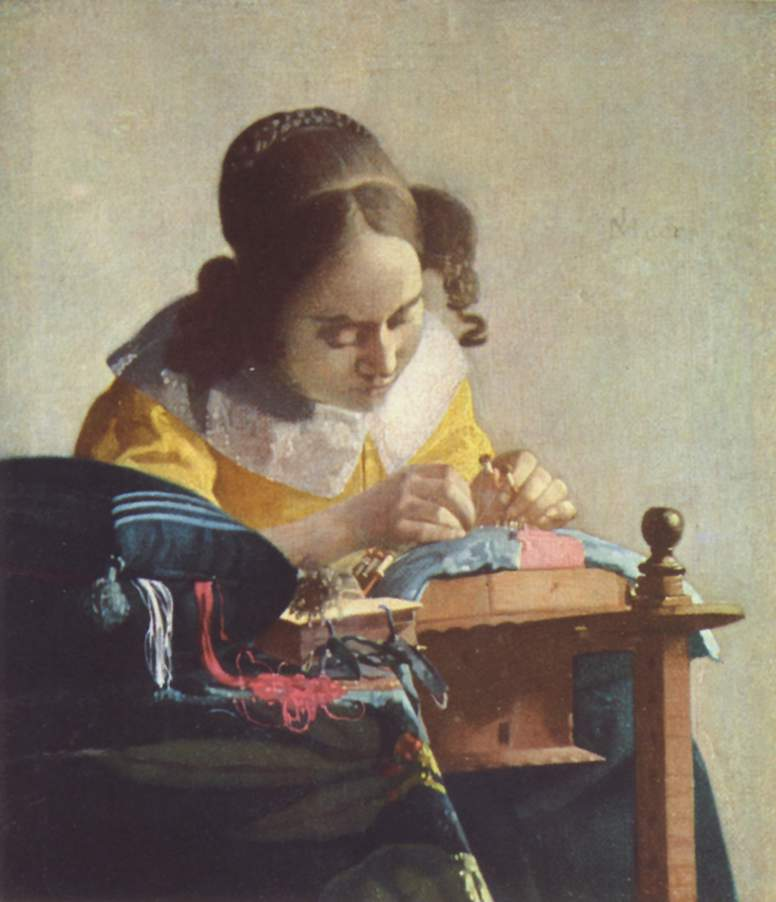
ヨハネス・フェルメール 『レースを編む女』／1669-1664年頃。
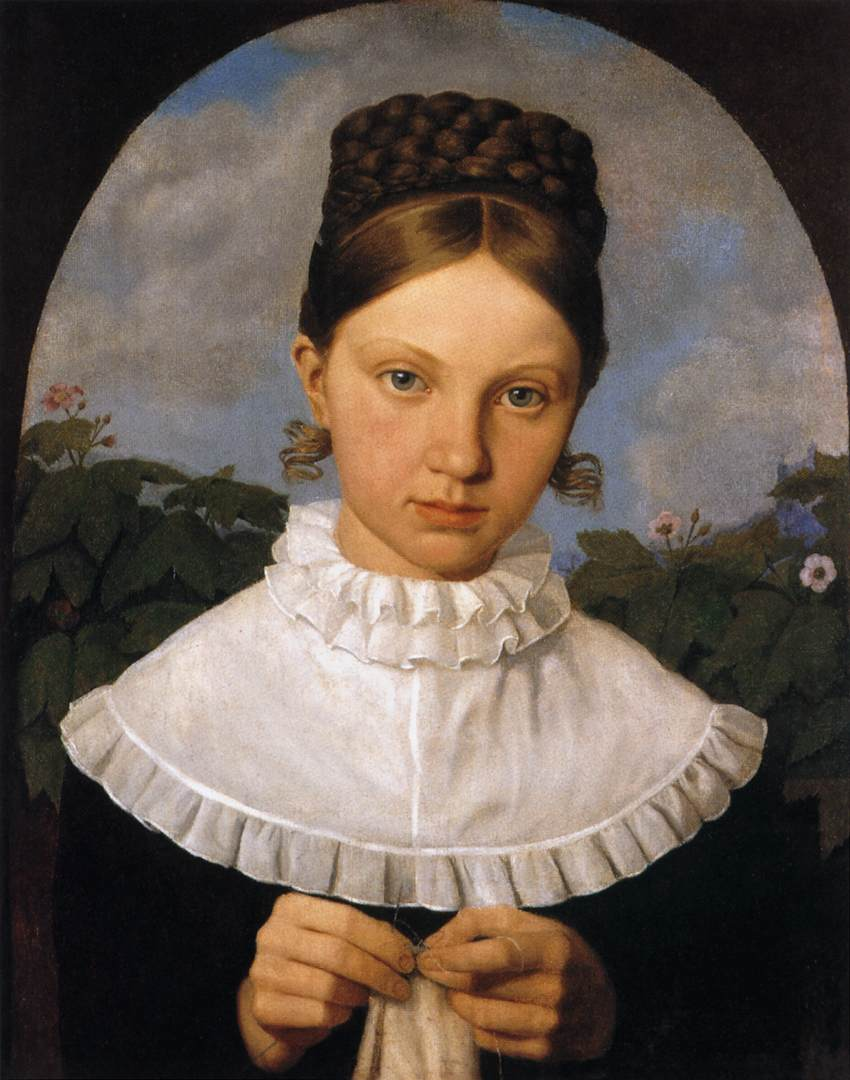
ハインリヒ・マリア・フォン・ヘス "Portrait of Fanny Gail"／1820-1821年頃。
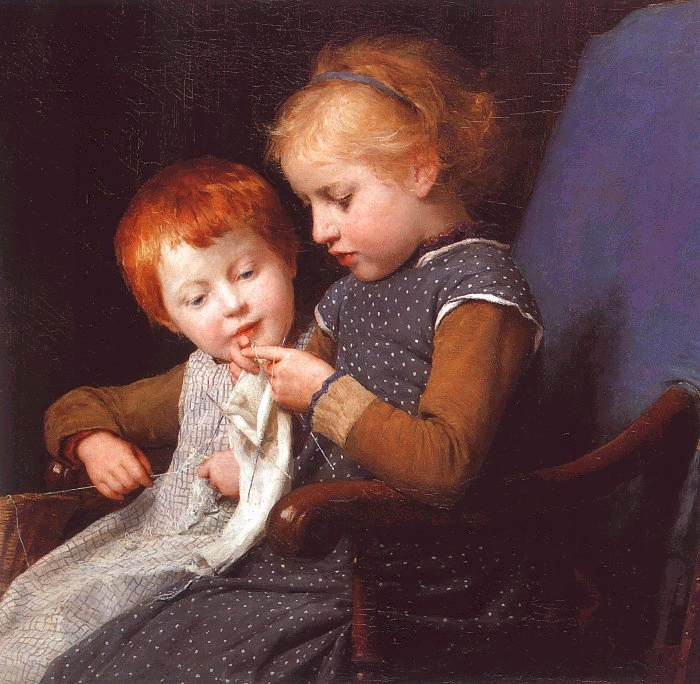
アルベール・アンカー "Die kleinen Strickerinnen （編み物をする二人の少女）"／1850-1900年頃。
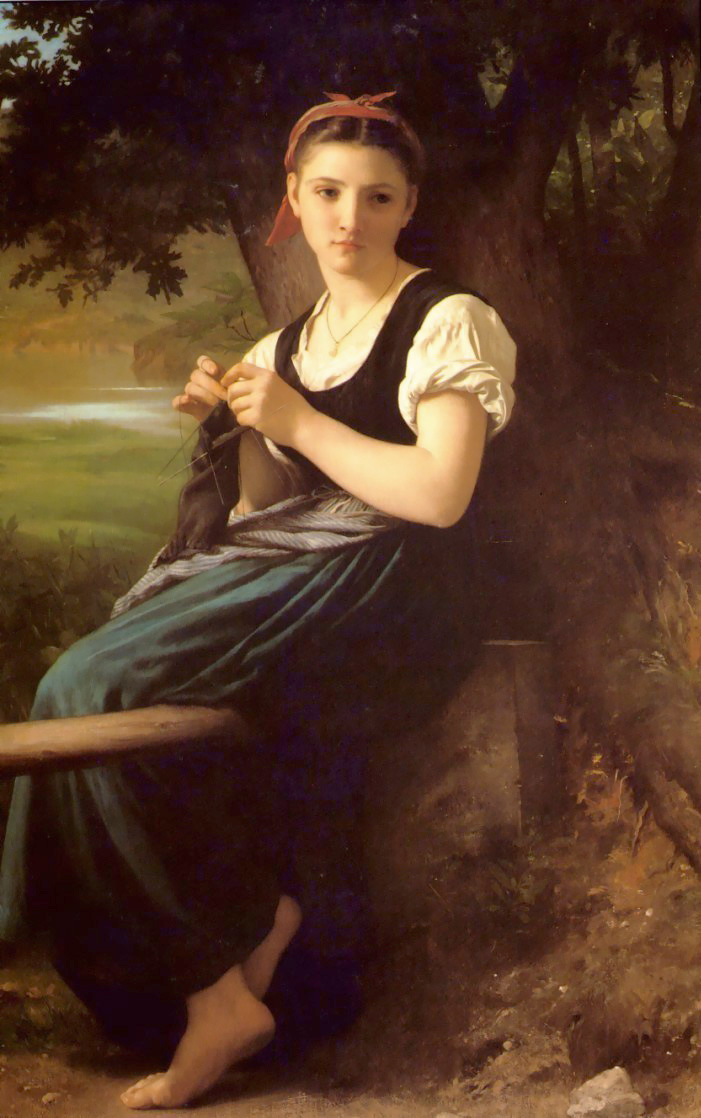
ウィリアム・アドルフ・ブグロー "The Knitting Woman （編み物をする女）"／1869年。
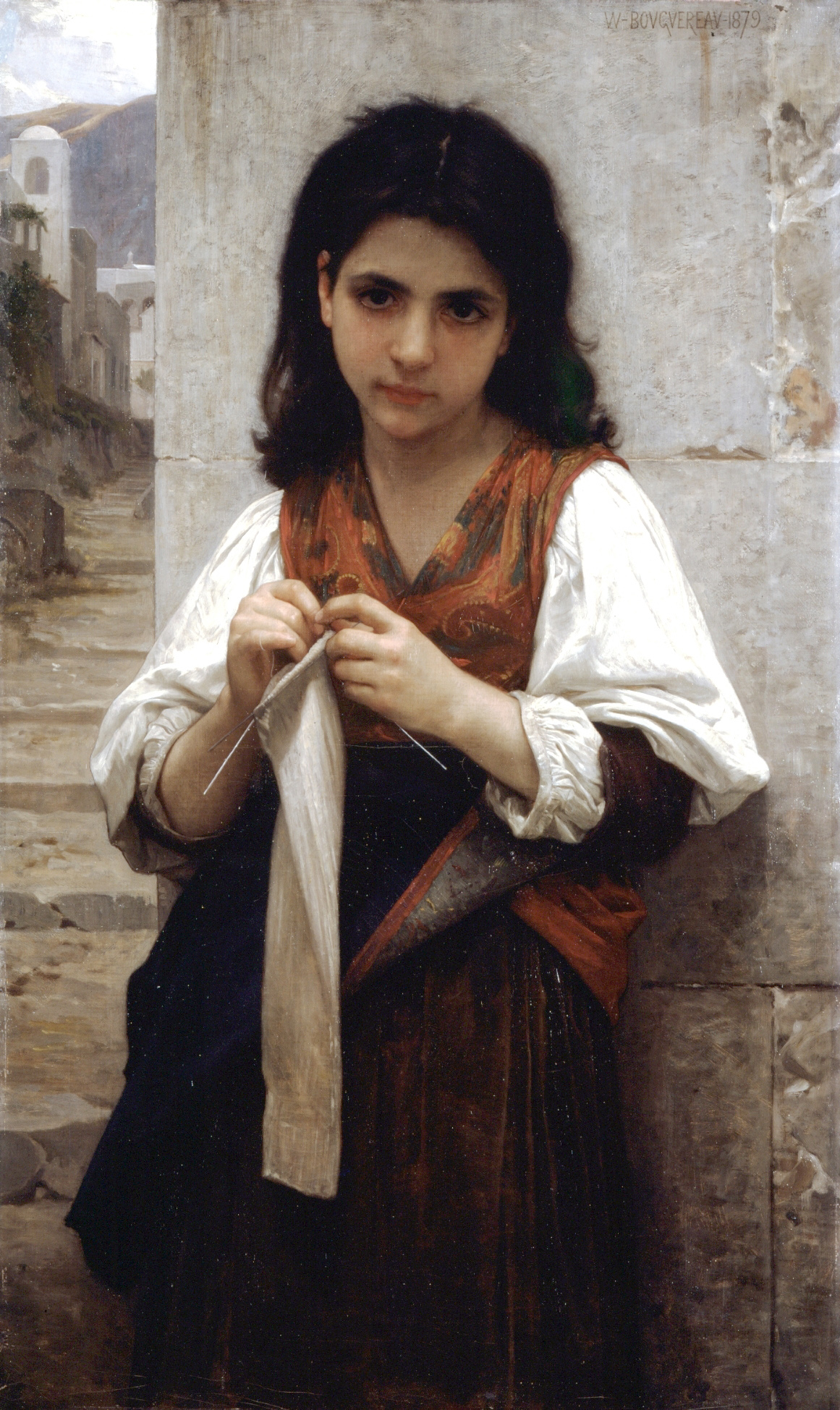
ウィリアム・アドルフ・ブグロー "Tricoteuse"／1879年。
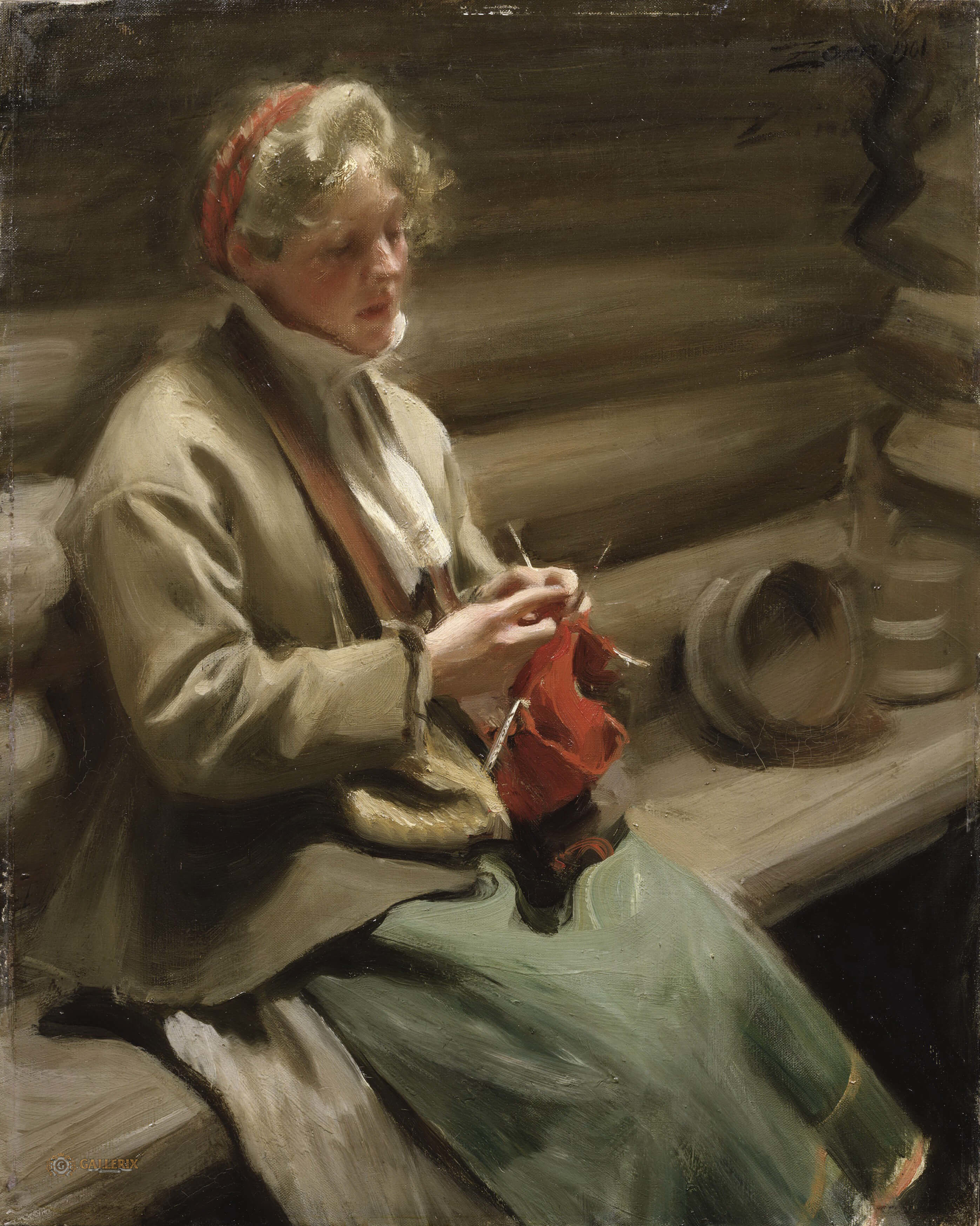
アンデシュ・ソーン "Girl from Dalecarlia knitting"／1901年。

## 編み物作家
- バーバラ・ウォーカー
- 山脇敏子
- 秦万紀子
- 秦砂丘子 - 秦万紀子の娘
- 篠原くにこ
- 小原和歌
- 長久保智子
- 三國万里子
- 広瀬光治 - ニット界の貴公子と呼ばれるニットデザイナー
- ニッタ・プリーズ - ヤーンボミングのアーティスト集団
- ニット・ザ・シティ - ヤーンボミングのアーティスト集団